# إرنست فان دن هاغ
إرنست فان دن هاغ (بالإنجليزية: Ernest van den Haag؛ بالهولندية: Ernest van den Haag) هو أستاذ جامعي وعالم نفس واقتصادي هولندي وأمريكي، ولد في 15 سبتمبر 1914 في لاهاي في هولندا، وتوفي في 21 مارس 2002 في مندهام في الولايات المتحدة.

## وصلات خارجية
- إرنست فان دن هاغ على موقع إن إن دي بي (الإنجليزية)